# 屈冈
屈冈（法語：Cugand，法語發音：[kyɡɑ̃]）是法国卢瓦尔河地区大区旺代省的一个市镇，位于该省北部，属于永河畔拉罗什区。

## 地理
屈冈（47°3'45"N, 1°15'16"W）面积13.47 平方千米，位于法国卢瓦尔河地区大区旺代省，该省份为法国西部沿海省份，北起大西洋卢瓦尔省和曼恩-卢瓦尔省，西临大西洋，南至滨海夏朗德省，东部及东南部与德塞夫勒省接壤。
与屈冈接壤的市镇（或旧市镇、城区）包括：布赛、克利松、热蒂涅、圣伊莱尔德克利松、拉布吕菲耶尔。

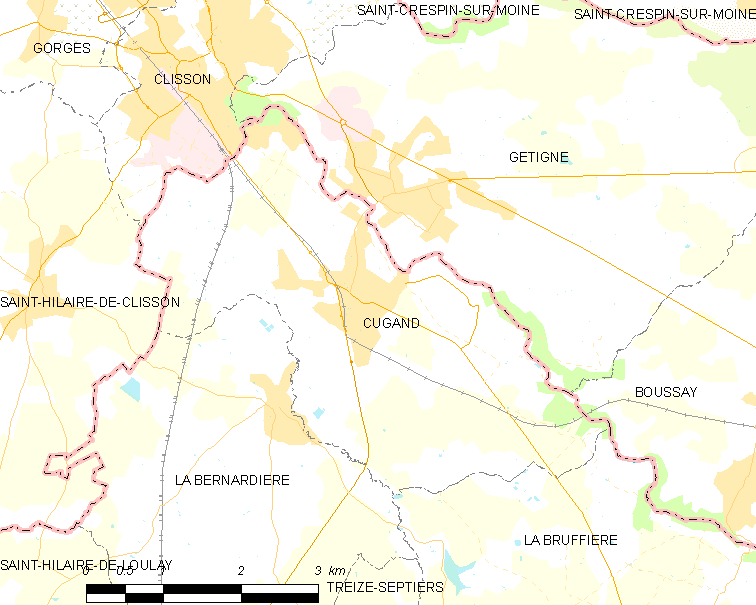
屈冈的OSM定位图

屈冈的时区为UTC+01:00、UTC+02:00（夏令时）。

## 行政
屈冈的邮政编码为85610，INSEE市镇编码为85076。

## 政治
屈冈所属的省级选区为塞夫尔河畔莫尔塔涅县。

## 人口

1962-2008年间屈冈人口变化图示

屈冈于2022年1月1日时的人口数量为3746人。